# Johann Baptist Henkel
Johann Baptist Henkel (* 5. Juni 1825 in Neustadt an der Saale; † 2. März 1871 in Tübingen) war ein bayrischer, deutscher Botaniker, Arzt und Pharmakologe. Sein offizielles botanisches Autorenkürzel lautet „Henkel“.
Henkel war der Sohn des Apothekers Peter Joseph Henkel, der später in Würzburg eine Apotheke hatte, ging in die Apothekerlehre und absolvierte 1847 das bayerische pharmazeutische Staatsexamen mit der Bestnote. 1851 übernahm er die Apotheke seines Vaters in Würzburg. Da ihn das nicht befriedigte, verkaufte er die Apotheke und  studierte ab 1855 Medizin mit der Promotion 1858. Dabei befasste er sich auch mit Heil- und Giftpflanzen und Botanik. 1859 habilitierte er in Tübingen und wurde dort im selben Jahr Privatdozent für Pharmazie und Pharmakologie und später Professor.
Mit Wilhelm Christian Hochstetter führte er die Familie der Araukariengewächse ein.

## Schriften
- Systematische Characteristik der medicinisch-wichtigen Pflanzenfamilien, nebst Angabe der Abstamnung sämmtlicher Arzneistoffe des Pflanzenreichs. Stahel, Würzburg 1856.
- mit Schwarzenbach: Commentar zur Pharmacopoe für das Königreich Bayern. Halm, Würzburg 1858.
- Grundriß der Pharmacognosie und Pharmacologie der Pflanzen und des Thierreichs. Wigand, Leipzig 1859.
- Atlas zur medizinisch-pharmazeutischen Botanik, die Analysen der wichtigsten Pflanzenfamilien enthaltend. Laupp, Tübingen 1863.
- Die Merkmale der Aechtheit und Güte der Arzneistoffe des Pflanzen- und Thierreichs, nebst Anleitung zur Prüfung derselben auf ihren Gehalt an wirksamen Bestandtheilen, zugleich ein Leitfaden bei Apothekenvisitationen. Laupp, Tübingen 1864.
- Handbuch der Pharmacognosie des Pflanzen- und Thierreichs. Laupp, Tübingen 1867.
- Die Elemente der Pharmacie. Günther, Leipzig 1873.
- mit Alexander Wilhelm Michielt van Hasselt: Handbuch der Giftlehre: für Chemiker, Ärzte, Apotheker und Gerichtspersonen. 2 Teile, Vieweg, Braunschweig 1862.
- mit Wilhelm Christian Hochstetter: Synopsis der Nadelhölzer. Tübingen 1865.